# Zvláštní zpráva IPCC o oceánech a kryosféře v měnícím se klimatu
Zvláštní zpráva Mezivládního panelu OSN pro změnu klimatu (IPCC) o oceánech a kryosféře v měnícím se klimatu (SROCC) byla vydána v rámci 51. zasedání IPCC (IPCC-51) v září 2019 v Monaku. Souhrn SROCC pro tvůrce politik (SPM) byl schválen 25. září 2019. Zpráva má 1 300 stránek, podílelo se na ní 104 autorů a redaktorů zastupujících 36 zemí se odvolává se na 6 981 publikací.
Tato zpráva je třetí ze série tří zvláštních zpráv v současném cyklu Šesté hodnotící zprávy (AR6), který začal v roce 2015 a bude dokončen v roce 2022. První byla Zvláštní zpráva IPCC ke globálnímu oteplení o 1,5 °C (SR15), druhá byla Zvláštní zpráva IPCC o změně klimatu, krajině a půdě (SRCCL), plným jménem  „Zvláštní zpráva o změně klimatu, dezertifikaci, degradaci půdy, udržitelném hospodaření s půdou, zabezpečení potravin a tocích skleníkových plynů v suchozemských ekosystémech“, které byla vydána 7. srpna 2019.:s.11

## Hlavní poznatky

### Shrnutí SROCC pro tvůrce politik (SPM)
| „To zdůrazňuje naléhavost upřednostnění včasných, ambiciózních, koordinovaných a trvalých opatření.“ |
| |

 Zpráva ve svém „Shrnutí pro tvůrce politik“ uvedla, že „globální oceán se od roku 1970 neustále otepluje“ a „akumuluje více než 90 % přebytečného tepla v klimatickém systému“. Míra oteplování oceánu se od roku 1993 „více než zdvojnásobila“. Intenzita mořských vlnových vln roste a od roku 1982 se „velmi pravděpodobně zdvojnásobila“. Okyselení povrchu oceánů se zvýšilo, díky zvýšené absorpci CO2. Ocean deoxygenation “Od povrchu do hloubky 1 000 metrů ubývá v mořské vodě kyslík.“

### Stoupání hladiny moře
Globální průměrná hladina moře (GMSL) se v roce 2019 zvyšovala o 3,66 mm za rok, což je „2,5krát rychleji než od roku 1900 do roku 1990“.:s.2 Pokud se bude nárůst hladiny nadále zvyšovat, mohl by dosáhnout od 30 do 60 cm  do roku 2100, i v případě, kdy by emise skleníkových plynů byly výrazně sníženy a globální oteplování bylo omezeno na výrazně pod 2 °C; v případě překročení nárůstu teploty o 2 °C se předpokládá nárůst od 60 do 110 cm. Predikce pro nejhorší scénáře očekávají nárůst hladina až o 2 m do roku 2100. To je předpoklad pro případy, že se emise skleníkových plynů i nadále budou výrazně zvyšovat.“:s.2

### Ztráta kyslíku v oceánech
Chemie oceánu se mění, což má za následek narušení „druhů v celém oceánském potravinovém řetězci“.:s.3 Jak se oceán zahřívá, dochází k poklesu „míchání mezi jednotlivými vrstvami“, což má za následek snížení „dodávky kyslíku a živin pro mořský život“.:s.3

### Atlantická meridionální cirkulace
Kapitola 6 ze zabývá Atlantickou meridionální cirkulací (Atlantic meridional overturning circulation – AMOC) a říká: „AMOC s největší pravděpodobností oslabí v průběhu 21. století“, je však nepravděpodobné, že by se AMOC zhroutila. Oslabení AMOC by mělo za následek „pokles produktivity moří v severním Atlantiku, více zimních bouří v Evropě, snížení letních srážek v Sahelu a Jižní Asii, snížení počtu tropických cyklón v Atlantiku a zvýšení regionální hladina moře kolem Atlantiku, zejména podél severovýchodního pobřeží Severní Ameriky.“ Carbon Brief popsal AMOC jako „systém proudů v Atlantském oceánu, který přivádí do Evropy teplou vodu z tropů. To je řízeno formací severoatlanské hlubinné vody – nořením studené slané vody ve vysokých zeměpisných šířkách severního Atlantského oceánu.“

### Tající ledovce
Od roku 2006 do roku 2015 došlo ke zrychlení tání ledovců v Grónsku a v Antarktidě i také ke zrychlenému tání horských ledovců po celém světě. Toto tání představuje v době vydání zprávy ztrátu ledu 653 miliard tun za rok.

### Ledový pokryv
Podle Carbon Brief je tání grónského ledovcového pokryvu „bezprecedentní nejméně za období posledních 350 let“. Kombinované tání ledovců Antarktidy a Grónska přispělo „o 700 % více k nárůstu hladiny moře“ než v 90. letech.

### Úbytek arktického mořského ledu
Severní ledový oceán by mohl být bez v srpnu „jednou rok za tři“ bez ledu, pokud by globální oteplování stále narostlo o 2 °C. Před industrializací to bylo jen „jednou za sto let“.:s.4

### Globální pokles biomasy mořských živočichů a ryb
| „Od roku 1950 prošlo mnoho mořských druhů napříč různými skupinami změnami geografického rozsahu a sezónních činností v reakci na oteplování oceánů, změnu mořského ledu a biogeochemické změny, jako je ztráta kyslíku, na jejich stanoviště.“ |
| |

 V Kapitole 5: „Změna oceánu, mořských ekosystémů a závislých společenství“ autoři varují, že mořské organismy jsou ovlivněny oteplováním oceánů s přímým dopadem na lidská společenství, rybolov a výrobu potravin. The Times uvedl, že je pravděpodobné, že do konce 21. století dojde v důsledku změny klimatu k 15 % snížení počtu mořských živočichů a ke snížení „úlovků podle rybolovu obecně“ o 21 % až 24 %.

### Pokles sněhu a zalednění jezer
V kapitole 3: „Polární regiony“ autoři uvedli, že došlo k poklesu sněhové a ledové pokrývky. Od roku 1967 do roku 2018 se rozsah sněhu v červnu snížil rychlostí „13,4 ± 5,4 % za desetiletí“.

### Tání permafrostu
Budoucí změny permafrostu vyvolané podnebím „povedou k posunům stanovišť a biomů, s tím spojené změny v rozsahu a hojnosti ekologicky významných druhů“. Jak permafrost taje, existuje možnost, že se uvolní uhlík. Zásoba uhlíku v půdě permafrostu je mnohem „větší než uhlíku uloženého v rostlinné biomase“.  :s.98 „Odborné hodnocení a laboratorní studie v půdě naznačují, že podstatná množství C (desítky až stovky Pg C) by mohla být potenciálně přenesena z uhlíkového fondu permafrostu do atmosféry v rámci projekce Reprezentativní koncentrační cesta (RCP) 8,5“.  :s.98

### Nízko položené ostrovy a pobřeží
V závěrečné části o nízko položených ostrovech a pobřežích (LLIC) zpráva uvádí, že města a velkoměsta – včetně New Yorku, Tokio, Jakarty, Bombaje, Šanghaje, Lagosu a Káhiry - jsou „vážně ohrožena změnami oceánů spojenými se změnou klimatu a kryosféry.“  Pokud emise zůstanou vysoké, pravděpodobně se některé nízko položené ostrovy stanou „neobyvatelnými“ do konce 21. století. 

## Reakce
The New York Times uvedl svůj článek z 25. září s titulkem „Všichni máme velký problém“.  Podle tohoto deníku „Hladiny moří rostou stále rychleji, protože led a sníh se zmenšují a oceány jsou stále kyselejší a ztrácí kyslík."  Článek citoval Michaela Oppenheimera z Princetonské univerzity, který byl jedním z hlavních autorů zprávy, který řekl, že „Oceány a ledové části světa mají velké potíže, a to znamená, že i my máme velké problémy. Změny se zrychlují.“  Spolupředsedkyně 1. pracovní skupiny IPCC, Valérie Masson-Delmotte, byl prohlásila v Monaku, že „změna klimatu je již nezvratná. Vzhledem k absorpci tepla v oceánech se již nemůžeme vrátit. “  
Titulek BBC psal o na „červeném alarmu" pro Modrou planetu. 
The Economist uvedl, že „světové oceány jsou stále teplejší, bouřlivější a kyselejší. S rozpadem ekosystémů jsou stále méně produktivní. Tající ledovce a ledové příkrovy způsobují stoupání hladiny moří, což zvyšuje riziko inundace a devastace pro stovky milionů lidí žijících v pobřežních oblastech. “ 
PBS NewsHour citoval Ko Barretta z Národního úřadu pro oceán a atmosféru (NOAA), místopředsedu IPCC, který řekl: „Dohromady tyto změny ukazují, že světový oceán a kryosféra absorbují teplo změny klimatu po celá desetiletí. Důsledky pro přírodu jsou obrovské a závažné. “ 
The Atlantik označil jako „trhák“. 
National Geographic uvedl, že podle zprávy „Tyto výzvy se budou zhoršovat, pouze pokud státy neučiní bleskové kroky k odstranění emisí skleníkových plynů… Ale silné a rozhodné kroky by stále mohly zabránit nebo se vyhnout některým z nejhorších dopadů.“